# 沙邦-戴爾馬球場
沙邦-戴爾馬球場（Stade Chaban-Delmas）是一座位於法國城市波爾多的體育場。該球場是法甲球隊波爾多的主場球場。在2001年之前，球場的名字是莱斯屈尔公园球场（Stade du Parc Lescure）。1938年世界杯和1998年世界杯都有比賽在這里舉辦。